# Volbeat
Volbeat é uma banda dinamarquesa de heavy metal formada em 2001, em Copenhagen. Seu estilo musical tem por base principalmente o heavy metal e hard rock com influências do rockabilly. O nome da banda foi tirado do álbum Vol. Beat da antiga banda de Michael, "Dominus".
Michael Paulsen (vocalista e guitarrista) sempre cita e convida membros de bandas que o influenciaram, como o Mercyful Fate (na música "7 Shots", do disco "Beyond Hell/Above Heaven", um dos guitarristas do Mercyful Fate, Michael Denner, e o vocalista da banda Kreator, Mille Petrozza, tocam na faixa) e até por cantores de rock and roll/rockabilly, por exemplo Elvis Presley e Johnny Cash.
Em 2010, a banda abriu os shows do Metallica em várias apresentações na Europa e realizou uma apresentação no Rock Am Ring, festival no qual toca desde 2009.
Ainda em 2010, a banda lançou seu quarto álbum: "Beyond Hell/Above Heaven", e foi um sucesso por toda a Europa e mesmo nos EUA e no Canadá. Em 2012, a banda saiu em turnê com Megadeth, Motörhead e Lacuna Coil, na chamada Gigantour.
A banda é conhecida por tocar em festivais na Europa, nos quais destacam-se o Rock am Ring.

## História

### Primeiros Anos (2000 - 2004)
O vocalista Michael Poulsen começou com uma banda de death metal chamada Dominus. Em 2000, Poulsen largou o gênero death metal, resultando no fim da banda Dominus. Em 2001, Poulsen passou a formar uma nova banda com alguns amigos e outros membros da anterior "Dominus". Este foi o início de Volbeat.
O nome da banda foi Volbeat, derivado do nome do terceiro álbum da "banda Dominus", que foi chamado Vol.Beat (lê-se: Volume Batida). Depois de vender 1.000 cópias de sua fita demo "Beat the Meat", Volbeat assinou um contrato de gravação pela Monster Records Rebel, pertencente à Mascot Records.

### The Strength/The Sound/The Songs(2005–2006)
Volbeat lançou seu primeiro álbum: The Strength/The Sound/The Songs, em 2005. A formação para o álbum constou de: Michael Poulsen (vocais), Jon Larsen (bateria), Franz Gottschalk (guitarra) e Kjølholm Anders (baixo). O álbum foi um enorme sucesso na Dinamarca alcançar um lugar no n º 18 nas paradas. As críticas foram geralmente positivas em relação ao The Strength/The Sound/The Songs. O German hard rock magazine RockHard deu 10/10 em uma avaliação. The Strength/The Sound/The Songs também recebeu vários prêmios, incluindo o de Melhor Álbum nos Prêmios de Danish Metal Musik Awards em 2005. Volbeat é também elogiado por suas performances ao vivo. Seu show no Roskilde Festival 2006 recebeu 6/6 estrelas no  Danish newspaper BT, Jornal dinamarquês.

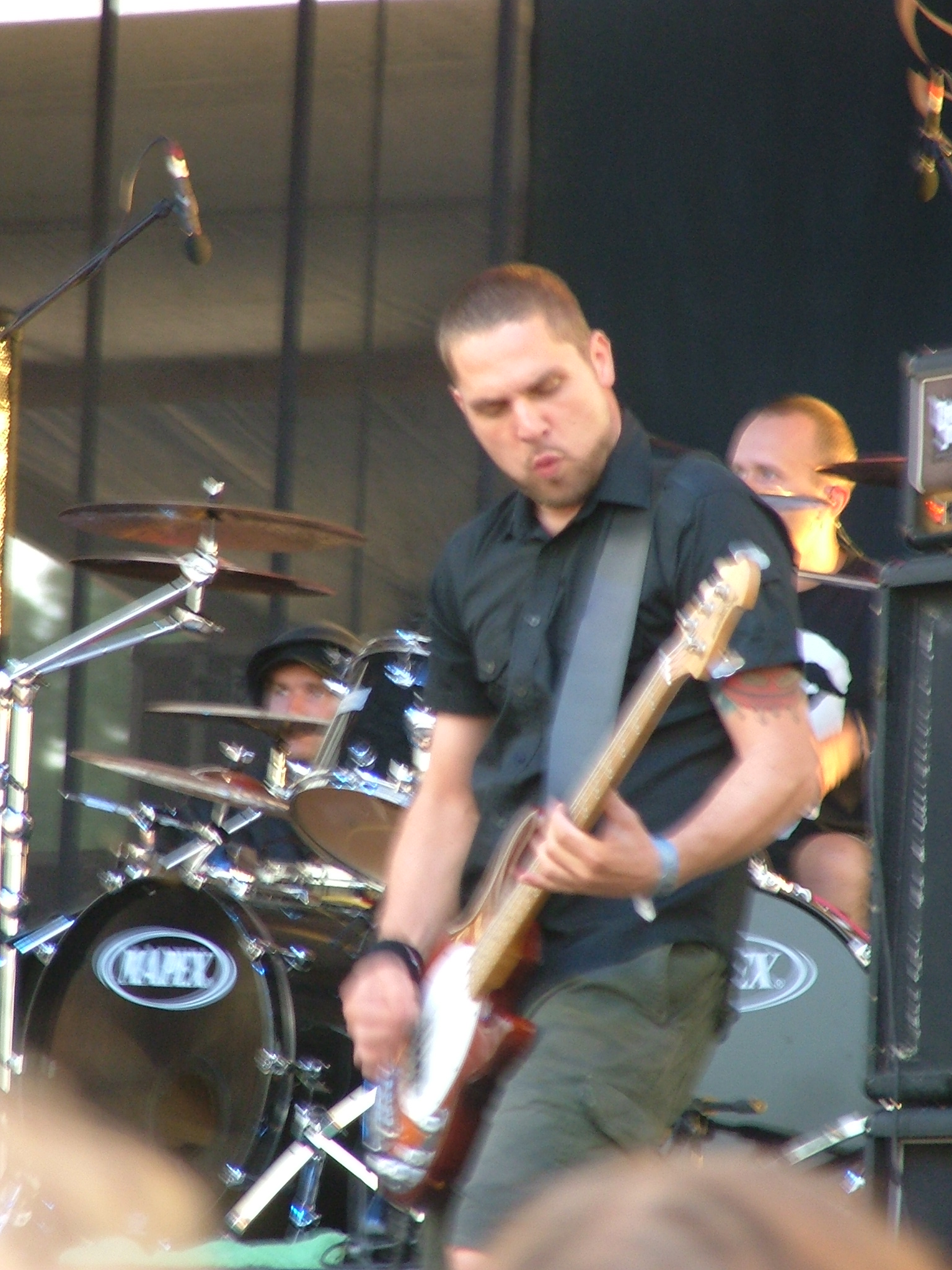
O baixista Anders Kjølholm, durante apresentação do Volbeat, em 2007.

### Rock the Rebel/Metal the Devil(2007)
Em 2007, a banda lançou seu segundo álbum intitulado Rock the Rebel/Metal the Devil . A banda contou com a mesma formação, como seu primeiro álbum. Na semana 8 de 2007, o registro de Rock the Rebel/Metal the Devil estreou como número 1 no Top 40 da Dinamarca para CD-vendidos.
Volbeat abriu o Roskilde Festival , em 2007. Volbeat também apoiou Metallica juntamente com Mnemic em seu concerto na Dinamarca, 13 julho do mesmo ano. Eles foram para apoiar Megadeth na Finlândia e na sua cidade natal, Copenhague , e para fazer uma aparições em festivais para o verão 2008. Volbeat contratou Thomas Bredahl após a gravação de Rock the Rebel / Metal the Devil como um substituto para Gottschalk na guitarra.

### Guitar Gangsters & Cadillac Blood(2008–2009)
Em 2008, Volbeat lançou seu terceiro álbum, e o primeiro com o guitarrista Thomas Bredahl, Guitar Gangsters & Blood Cadillac. O álbum liderou as paradas de álbuns da Finlândia, logo após a seu lançamento. Em 2009, Volbeat apoiou o metal sinfônico banda Nightwish em sua turnê pelos EUA, em maio. [ 6 ] Em 31 de maio de 2009, eles foram no palco principal do Pinkpop Festival. Também apoiaram Metallica na caminhada norte-americana de World Magnetic Tour de outubro a dezembro de 2009. [ 7 ] Em 2009, a banda tocou no maior festival ao ar livre na Europa (400,000-500,000 fãs de rock a cada ano), Przystanek Woodstock na Polônia.

### Touring andBeyond Hell / Above Heaven(2010–2012)
Volbeat teria anunciado que estariam trabalhando em um novo álbum chamado Beyond Hell/Above Heaven. Em relação ao novo álbum e seu título em particular Poulsen disse: "O título do álbum se refere ao tema geral do álbum, e que continua a história de onde" Guitar Gangsters & Blood Cadillac" parou ...". Gramercy Theater . Ele então passou a dizer: "Temos músicas rápidas, lentas e contratempos. Nós ainda misturamos diferentes estilos de punk, rock'n'roll, rockabilly, metal, heavy metal, thrash metal, -.Eu não posso falar muito sobre isso agora, mas estamos realmente animado sobre ele e vai ser muito, muito legal ". Em uma entrevista com EspyRock, Michael Poulsen explicou o título de o álbum afirmando que "... é uma forma dizer às pessoas que, se, formos além do inferno, vamos olhar o céu como o inferno, e se formos acima do céu, vamos olhar o inferno como o céu. Céu e inferno é algo que criamos em nossas mentes e anjos e demônios saem disso ".
Em 25 de janeiro de 2010, foi confirmado que Volbeat iria se apresentar no Download Festival em junho de 2010. Também foi confirmado que Volbeat iriam se juntar a Metallica , Megadeth , Anthrax, Slayer e outros no "Big Four" show em Sonisphere na Suíça. Em 28 de janeiro de 2010, assinado com a Administração Volbeat Primary Wave Talent. Primary Wave vai representar a banda na América do Norte aludindo a futuros planos de turnê nos EUA. Em 30 de março de 2010, foi anunciado que Volbeat será novamente juntar Metallica em sua caminhada européia. A banda também se juntou a Metallica depois de terminar a gravação no dia 11 de maio, em Belfast , Irlanda do Norte . Também foi anunciado que o novo álbum, Beyond Hell/Above Heaven era para ser lançado em 10 de setembro de 2010. A banda também anunciou seu "Beyond Hell/Above Heaven Live 2010 Tour".
Músicos convidados do álbum incluem:
- Mark “Barney” Greenway – Napalm Death
- Michael Denner – Mercyful Fate/King Diamond
- Miland “Mille” Petrozza – Kreator
- Henrik Hall – Love shop (mouth harp)
- Jakob Oelund – Grumpynators / Taggy Tones (slap bass)

Em 2011, Volbeat anunciou sua grande turnê de verão pela América do Norte. A turnê começou em Toronto, Ontário em 24 de julho no Heavy T.O., e concluiu com um stand de duas noites, em 3 e 4 de setembro, na House of Blues em Anaheim, CA. Volbeat co-liderou esta turnê com o rock potência, Cold em todas as datas dos EUA, mas não no Canadá. Em 28 de novembro de 2011, Volbeat anunciou a saída de Thomas Bredahl através do seu site, afirmando que: "Volbeat decidiu se separar de Thomas Bredahl. Estar em uma banda é em muitos aspectos semelhante a um casamento com altos e baixos. Às vezes você pode trabalhar com isso e às vezes você precisa ir por caminhos separados ... Nós queremos agradecer pelo seu trabalho na banda e desejamos a ele tudo de melhor no futuro". Volbeat se comprometeu a jogar todos 2011-2012 como regular, ou como um trio, ou com um guitarrista substituto.

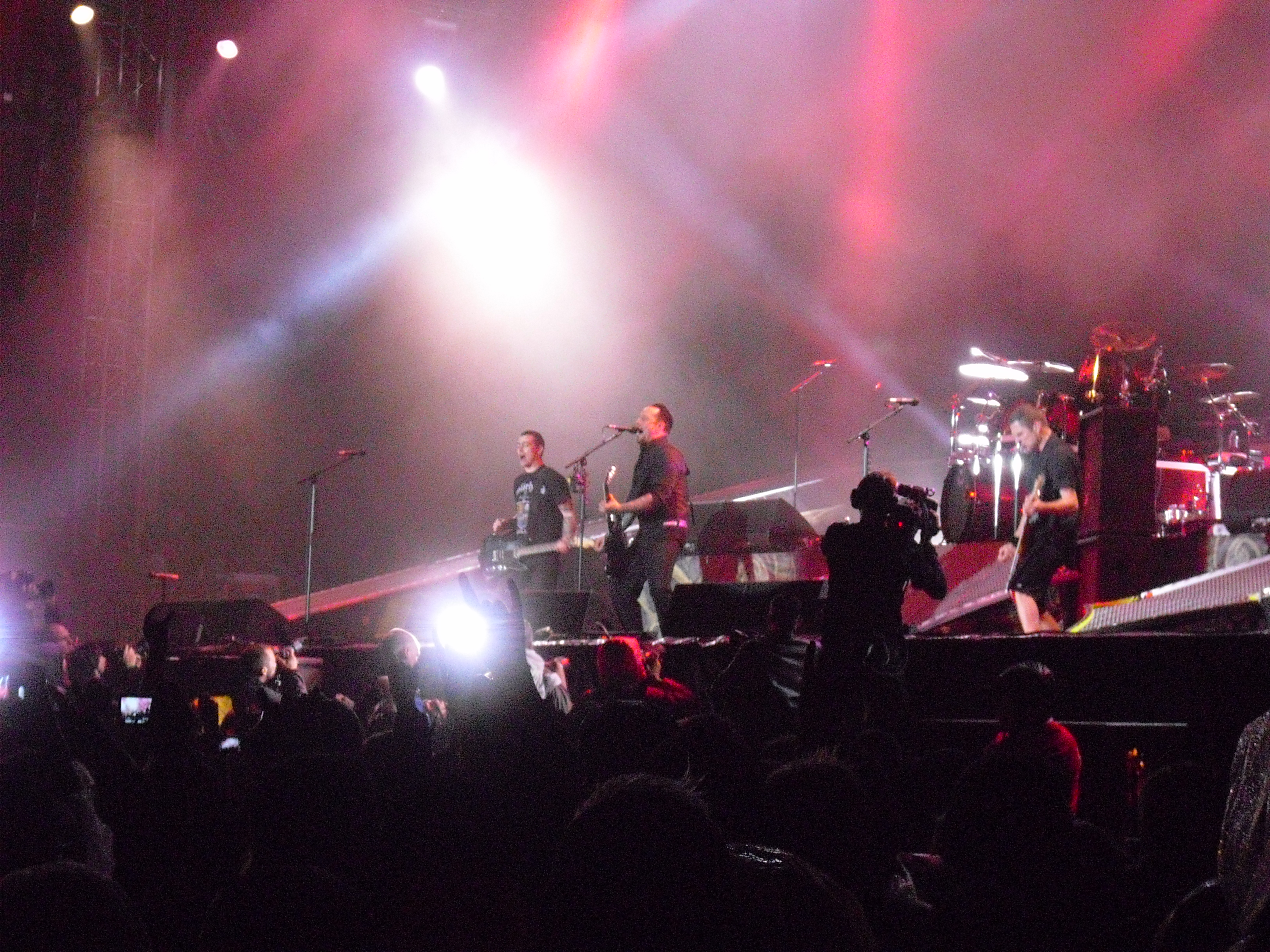
Volbeat se apresentando no festival Metaltown, em junho de 2011.

Em 26 de janeiro de 2012,  Volbeat juntou-se Megadeth , Motörhead e Lacuna Coil em Gigantour . A turnê começou em Camden, Nova Jersey, e culminou em 28 de fevereiro de 2012 em Denver, CO no The Fillmore Auditorium. No passeio, Hank Shermann ( Mercyful Fate ) foi convidado como guitarrista do Volbeat.
Volbeat também anunciou sua turnê norte-americana de verão, previsto para começar em junho de 2012. Iced Earth e Hellyeah foram as bandas de apoio nessa turnê de verão, com inúmeras datas confirmadas, incluindo: Baltimore, Toronto, Detroit, Billings, Boston, Phoenix, San Francisco, e Weyburn e lazerfest em Boone, A. Em junho de 2012, Volbeat tocou no Festival de Música de Orion, encabeçado pelo Metallica, em Bader Field, em Atlantic City, New Jersey. Volbeat também foram estão confirmados para tocar no Download Festival junho 2013. Volbeat anunciou em dezembro que seu novo álbum será lançado durante 2013. A turnê de primavera com Danko Jones e Spoken foi anunciado em dezembro.

### Outlaw Gentlemen & Shady Ladies(2013-2015)
Em janeiro de 2013, Volbeat revelou que o novo álbum será chamado "Outlaw Gentlemen & Shady Ladies" e vai ser lançado na primavera de 2013.
Em 4 de fevereiro de 2013, foi anunciado que Rob Caggiano, ex-Anthrax, oficialmente se juntou à banda como segundo guitarrista. Ele vinha produzindo e gravando solos para o próximo álbum da banda, "Outlaw Gentlemen & Shady Ladies" , a banda também anunciou será lançado em 8 de abril de 2013 (GSA em 5 de abril e nos EUA em 9 de abril), antes de ser convidado a participar como um membro a tempo inteiro, o cantor e guitarrista Michael Poulsen falou da química entre Caggiano eo resto da banda “°A colaboração com Rob no estúdio foi tão inspirador que decidi mantê-lo. Basicamente, nós fomos para o estúdio como um trio e saiu como uma banda inteira!"
Em uma recente entrevista em 11 de fevereiro de 2013, Michael Poulsen disse à revista Metal Hammer “Uma das coisas que mais me deixa feliz com este tempo é o contraste no material, a faixa da música, de um lado, você tem motivos ocidentais, as canções rockabilly / país, e as melodias reais emocionais, e, de outro, alguns dos mais pesados - na verdade, o mais pesado - canções que já estavam gravadas. Havia um cara da gravadora no estúdio outro dia, e ele ficou absolutamente encantado com o material ultra-pesado. Ele disse que não tinha certeza se ele estava ouvindo Volbeat!"

### Seal The Deal & Let's Boggie(2013-2015)
Em 3 de junho de 2016, Volbeat lança seu sexto álbum de estúdio intitulado "Seal The Deal & Let's Boggie". Seu primeiro single é "The Devil's Blending Crown" e, o segundo, é "The Bliss". O álbum mantém a mesma linha de "Outlaw Gentlemen & Shady Ladies".
A banda anunciou, a 17 de maio, o novo baixista, Kaspar Boye Larsen, que estreou ao vivo com a banda a 03 de junho de 2016, no festival Rock am Ring.
No dia 5 de junho de 2023, a banda anunciou que após dez anos, a banda se separaria do guitarrista solo Rob Caggiano.

## Membros
Atuais
- Michael Poulsen – vocal líder e guitarra rítmica (2001–presente)
- Jon Larsen – bateria e percussão (2001–presente)
- Kaspar Boye Larsen – baixo e vocal de apoio (2016– presente)

Anteriores
- Teddy Vang – guitarra solo (2001–2002)
- Franz Gottschalk – guitarra solo e backing vocals.(2002–2006)
- Nicholas Henrique - guitarra solo e backing vocals. (2001-2008)
- Thomas Bredahl – guitarra solo e backing vocals. (2006–2011)
- Anders Kjølholm – baixo e backing vocals. (2001–2015)
- Rob Caggiano - guitarra solo (2013-presente)[6]

## Discografia
- The Strength/The Sound /The Songs (2005)
- Rock the Rebel/Metal the Devil (2007)
- Guitar Gangsters & Cadillac Blood (2008)
- Beyond Hell/Above Heaven (2010)
- Outlaw Gentlemen & Shady Ladies (2013)
- Seal the Deal & Let's Boogie (2016)
- Rewind, Replay, Rebound (2019)
- Servant Of The Mind (2021)